# Mürzhofen
Mürzhofen is een plaats en voormalige gemeente in het noorden van de Oostenrijkse deelstaat Stiermarken. Het is een ortschaft van Kindberg, dat deel uitmaakt van het district Bruck-Mürzzuschlag. Mürzhofen ligt op de rechteroever van de Mürz, halverwege Kindberg en Sankt Lorenzen en tegenover Allerheiligen, dat op de linkeroever ligt.
De gemeente Mürzhofen maakte tot eind 2012 deel uit van het district Mürzzuschlag en vervolgens van Bruck-Mürzzuschlag. In 2013 telde ze 959 inwoners. In 2015 werd ze bij een herindeling, tegelijk met Allerheiligen im Mürztal, bij de stadsgemeente Kindberg gevoegd.

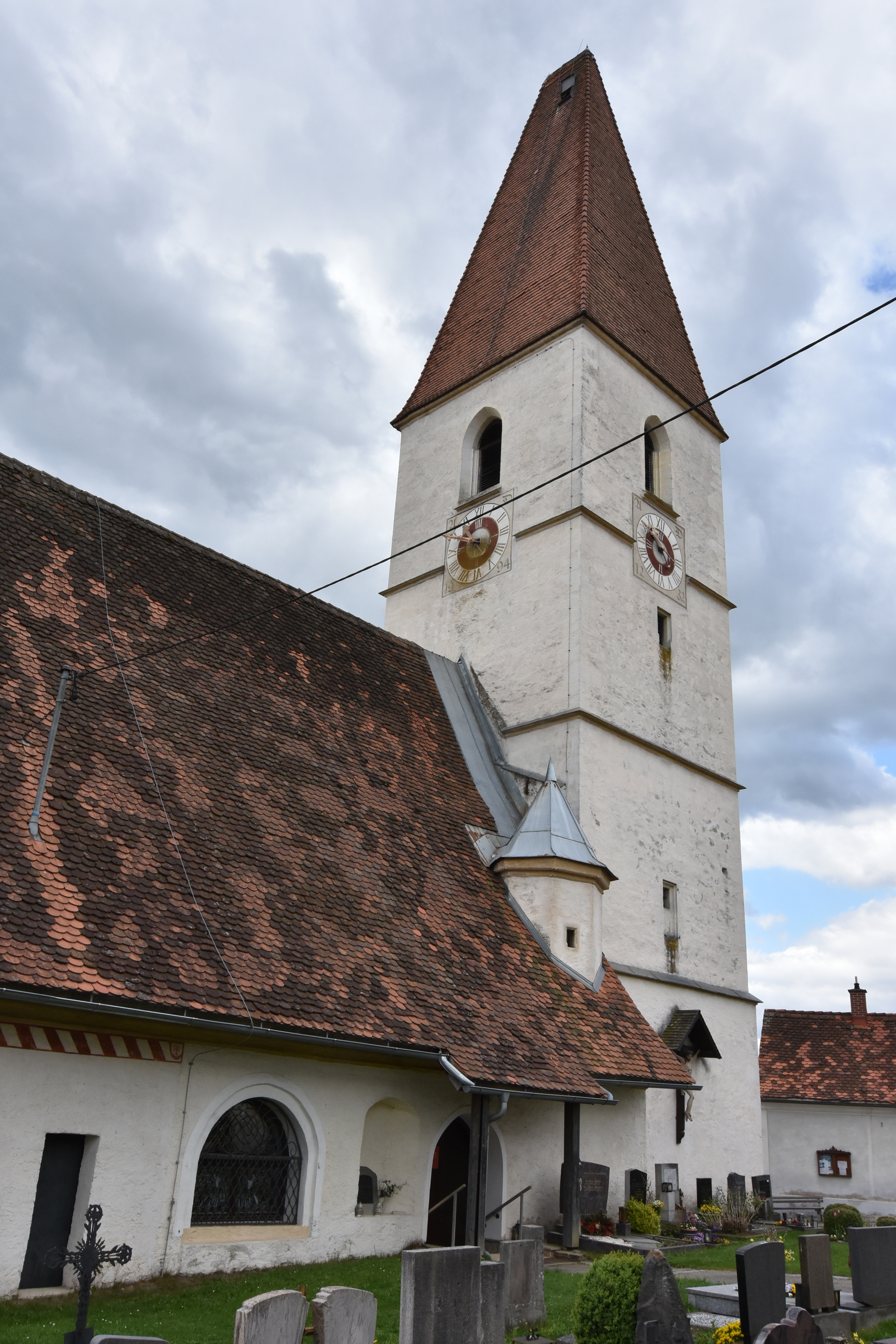
De Filialkirche Hl. Johannes der Täufer

Stadsgemeenten:
Bruck an der Mur · Kapfenberg · Kindberg · Mariazell · Mürzzuschlag

Marktgemeenten:
Aflenz · Breitenau am Hochlantsch · Krieglach · Langenwang · Neuberg an der Mürz · Sankt Barbara im Mürztal · Sankt Lorenzen im Mürztal · Sankt Marein im Mürztal · Thörl · Turnau

Overige gemeenten:
Pernegg an der Mur · Spital am Semmering · Stanz im Mürztal  · Tragöß-Sankt Katharein
- Gemeinsame Normdatei: 4527446-0
- Virtual International Authority File: 246279376